# Intel Developer Forum

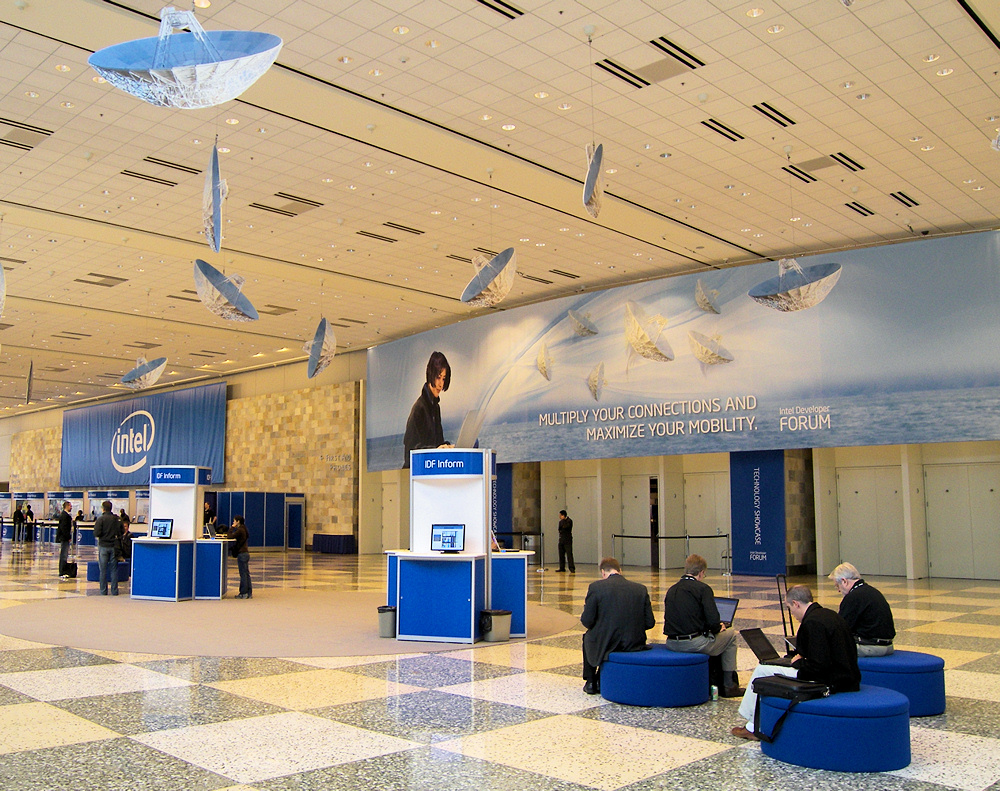
Intel Developer Forum в Сан-Франциско осенью 2007 года.

Intel Developer Forum (Форум разработчиков для (продуктов) Intel, сокр. IDF) — собрание инженеров и технологов для обсуждения продуктов Intel и продуктов, связанных с (или основывающихся на) продуктами Intel. Первый IDF состоялся в 1997 году. Как правило, проводится весенний (Spring IDF) и осенний (Fall IDF).
Чтобы подчеркнуть важность Китая, весенний IDF в 2007 году прошёл в Пекине вместо Сан-Франциско, а также было решено, что осенний IDF будет проходить в Сан-Франциско и Тайбэе в сентябре и октябре, соответственно. В 2008 году прошло три IDF-форума, причём дата проведения IDF в Сан-Франциско перенесена с сентября на август. В предыдущие годы мероприятия проходили в крупнейших городах мира, среди которых были: Сан-Франциско, Мумбаи, Бангалор, Москва, Каир, Сан-Паулу, Токио и Киев. В 2002 году IDF впервые прошёл в Москве, а в 2004 году - в Киеве.

## В 2007 году
- 17-18 апреля 2007 — Пекин, КНР
- 18-20 сентября 2007 — Сан-Франциско, США
- 15-16 октября 2007 — Тайбэй, Тайвань

## В 2008 году
- 2-3 апреля 2008 — Шанхай, КНР
- 19-21 августа 2008 — Сан-Франциско, США
- 20-21 октября 2008 — Тайбэй, Тайвань

## В 2009 году
- 8-9 апреля 2009 — Пекин, КНР
- 22-24 сентября 2009 — Сан-Франциско, США
- 16-17 ноября 2009 — Тайбэй, Тайвань